# وولفرام فاغنر
وولفرام فاغنر (بالألمانية: Wolfram Wagner)‏ هو ملحن نمساوي، ولد في 28 سبتمبر 1962 في فيينا في النمسا.